# Nadal Gàver
Nadal Gàver (Barcelona, ? - ? 1474), fou un frare mercedari català del segle xv.

## Biografia
Entrà a l'orde dels mercedaris i fou mestre en arts i teologia per la Universitat de Tolosa.
Fou general dels convents d'El Puig, Vic i Perpinyà, successivament, i prior del convent de la Mercè, de Barcelona des de 1429, així com definidor general per a Catalunya i Aragó.
També actuà com a ambaixador d'Alfons el Magnànim davant de la cort pontifícia.
Fou nomenat definidor general dels mercedaris per a Catalunya i Aragó per una butlla de 1441, emesa pel concili de Basilea, que deposà el seu antecessor Antonio Dullan. Tanmateix, només fou reconegut per les províncies de França i d'Aragó, ja que Castella, fidel al papa legítim Eugeni IV no admeté el nomenament fet per un concili cismàtic. No va ser fins a l'any 1452 que Gàver va governar tot l'orde, i això durant vint-i-dos anys.

## Obres
- Cathalogus magistrorum generalium et priorum conuentus Barcinonae
- Speculum fratrium ordinis beatissimae Virginis Mariae de Mercede redemptionis captiuorum
- Liber fundationis

Consten en un manuscrit (Merced, Codices Varia II) a l'Arxiu de la Corona d'Aragó.